# Ihor Berezowski
Ihor Olegowycz Berezowski, ukr. Ігор Олегович Березовський (ur. 24 sierpnia 1990 w Kirowohradzie) – ukraiński piłkarz występujący na pozycji bramkarza. Były reprezentant Ukrainy do lat 21.

## Kariera klubowa
Berezowski rozpoczynał swoją karierę w młodzieżowych drużynach Olimpiku Kirowohrad, Zirka Kirowohrad, FK Ołeksandrija i Dnipro. Jego pierwsze występy ligowe na poziomie zawodowym przypadły na okres gry w dwóch zespołach z rodzinnego miasta – wspomnianego Olimpiku oraz Zirki. W 2010 roku przeniósł się do Obołoni Kijów, gdzie do listopada 2012 roku zagrał w dwunastu spotkaniach Premier-ligi oraz szesnastu Perszej ligi. W owym czasie, za kadencji Pawło Jakowenki był etatowym golkiperem młodzieżowej reprezentacji Ukrainy, w której od 2011 do 2012 roku zaliczył 15 gier międzynarodowych. W grudniu 2012 roku udał się na testy do Stoke City, a na przełomie stycznia i lutego 2013 r. był jeszcze testowany przez Club Brugge, lecz nie znalazł zatrudnienia w żadnym z tych klubów.
19 lutego 2013 roku Berezowski podpisał półroczny kontrakt (z opcją przedłużenia na kolejne dwa lata) z Legią Warszawa mimo tego, że według doniesień prasowych interesowały się nim wcześniej Chelsea, Manchester City oraz Bayern Monachium. Następnie był zawodnikiem belgijskiego Lierse SK. W styczniu 2015 został wypożyczony do Sint-Truidense VV. 19 sierpnia 2016 został piłkarzem niemieckiego Darmstadt 98. 18 lutego 2019 ponownie podpisał kontrakt z Darmstadt 98.